# Schloss Peterwitz (Frankenstein)

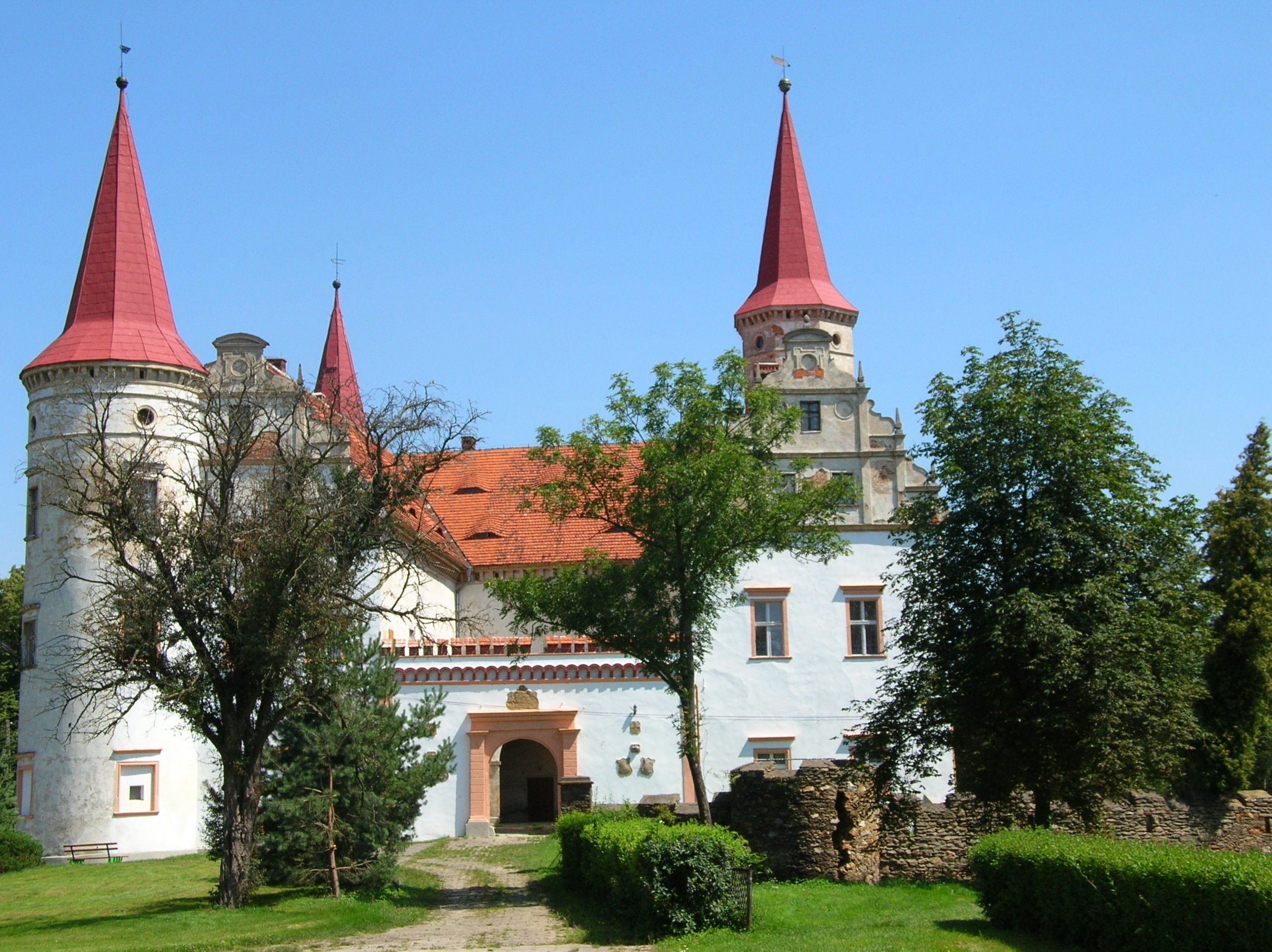
Schloss Peterwitz

Das Schloss Peterwitz (polnisch Zamek w Stoszowicach) ist ein Schloss in Stoszowice (deutsch Peterwitz) im Powiat Ząbkowicki (Kreis Frankenstein) in der Woiwodschaft Niederschlesien in Polen.

## Geschichte
Im Jahr 1378 wird ein Festes Haus am Ort erwähnt. Zeitweise gehörte der Ort zur Erbvogtei Frankenstein. Ab 1536 waren die von Reibnitz, ab 1550 die von Gellhorn, zeitweise auch die von Zedlitz ansässig. Unter Fabian von Reichenbach wurde die von einer Kurtinenmauer umgebene dreiflügelige Anlage errichtet. Danach gelangte das Schloss wieder an die von Zedlitz und die von Nostitz. Ab 1820 und bis 1945 waren die von Strachwitz Eigentümer.
Nach 1945 wurde das Schloss von einer landwirtschaftlichen Produktionsgenossenschaft genutzt. Heute befindet es sich in Privatbesitz.

## Bauwerk
Das Schloss ist bis heute teilweise von Wall, nassem Graben und einer bastionären Umfassungsmauer umgeben. Das Hauptgebäude ist von drei mit Spitzhelmen gedeckten Türmen umgeben. Die Gebäudeflügel fassen einen von Arkaden umgebenen Innenhof ein. Im Inneren ist der Aufsatz eines Außenportals aus dem 16. Jahrhundert erhalten, das die Wappen der von Reichenbach, Schaffgotsch, Seidlitz, Haugwitz, Pogarell und von Mühlheim trägt.